# إبراهيم البحراوي
إبراهيم البحراوي (10 ديسمبر 1944 - 5 يناير 2020) هو مؤرخ وكاتب مصري، ويعد أشهر مؤرخى الدراسات الإسرائيلية.

## حياته
- ولد البحراوي 10 ديسمبر 1944[4] في مدينة بورسعيد.[5]
- حصل علي درجة اليسانس في اللغة العبرية وآدابها من جامعة عين شمس سنة 1964.[6]

- حصل علي درجة الدكتوراه في أدب الحرب الإسرائيلي المعاصر من جامعة عين شمس 1972.[7]
- حصل علي درجة الماجستير في الفكر الدينى اليهودى من جامعة عين شمس 1969.[8]

## مسيرته
- عمل أستاذ متفرغ بكلية الآداب قسم الدراسات العبرية جامعة عين شمس.[9]
- نائب رئيس مجلس إدارة مركز الدراسات الاسرائيلية جامعة الزقازيق.[10]
- أحد أشهر أساتذة الدراسات الإسرائيلية.[11]
- قام بالتحقيق مع الأسرى الإسرائيليين في الفترة ما بين 1967 و 1973.[12]
- أصدر دراسة في اتجاهات ومشاعر أسرى الحرب الاسرائيليين من خلال المقابلات بالسجن الحربى المصرى في حرب 1967 وحرب 1973.[13]
- أصدر دراسة تيارات الفكر الدينى والعلمانى المتصارعة في المجتمع الاسرائيلى عبر الأدب العبرى المعاصر.
- شارك وحاضر في عدة ندوات علمية تخصصية في الدراسات الإسرائيلية بمركز بحوث الشرق الاوسط، وأكاديمية ناصر العسكرية العليا، ومركز الدراسات الاستراتيجية بالأهرام، والمركز العربي للدراسات الاستراتيجية بالقاهرة، وجامعة الدول العربية، ووزارة الخارجية المصرية.

## مؤلفاته
- الدين والدولة في اسرائيل.
- الجنيزا القاهرية والمعركة بين مصر وإسرائيل.
- حكاية مصري مع إسرائيل.
- انتصار أكتوبر في الوثائق الإسرائيلية.
- انتصار أكتوبر في الوثائق الإسرائيلية: وثائق وزير الدفاع وقادة الأسلحة والجبهة السورية.
- بطولات المصريين وأثرها في الأدب الإسرائيلي.
- أضواء على الأدب الصهيوني المعاصر.
- الأدب الصهيوني بين حربين 1967-1973.

## جوائز[14]
- - حاصل على جائزة الدولة التقديرية في الآداب، المجلس الأعلى للثقافة، جمهورية مصر العربية، 2009
  - حاصل على جائزة الدولة للتفوق في العلوم الاجتماعية، المجلس الأعلى للثقافة، جمهورية مصر العربية،1999
  - حاصل على جائزة التخطيط المستقبلي العربى، جامعة الدول العربية (جائزة السفير بن ترکی) 1999
  - حاصل على جائزة البحوث الممتازة جامعة عين شمس، 1995.